# Urabá Antioquia
Urabá Antioquia este un municipiu din departamentul Antioquia, Columbia.